# Neororea homerica
Neororea homerica là một loài nhện trong họ Amphinectidae. Loài này phân bố ở New Zealand.